# Robert Saladrigas
Robert Saladrigas Riera (Barcelona, 12 de febrero de 1940- Ibidem, 22 de octubre de 2018) fue un escritor, periodista y crítico literario español, prestigioso por sus artículos semanales sobre literatura extranjera que publicó en el suplemento CULTURA/S de La Vanguardia.

## Biografía

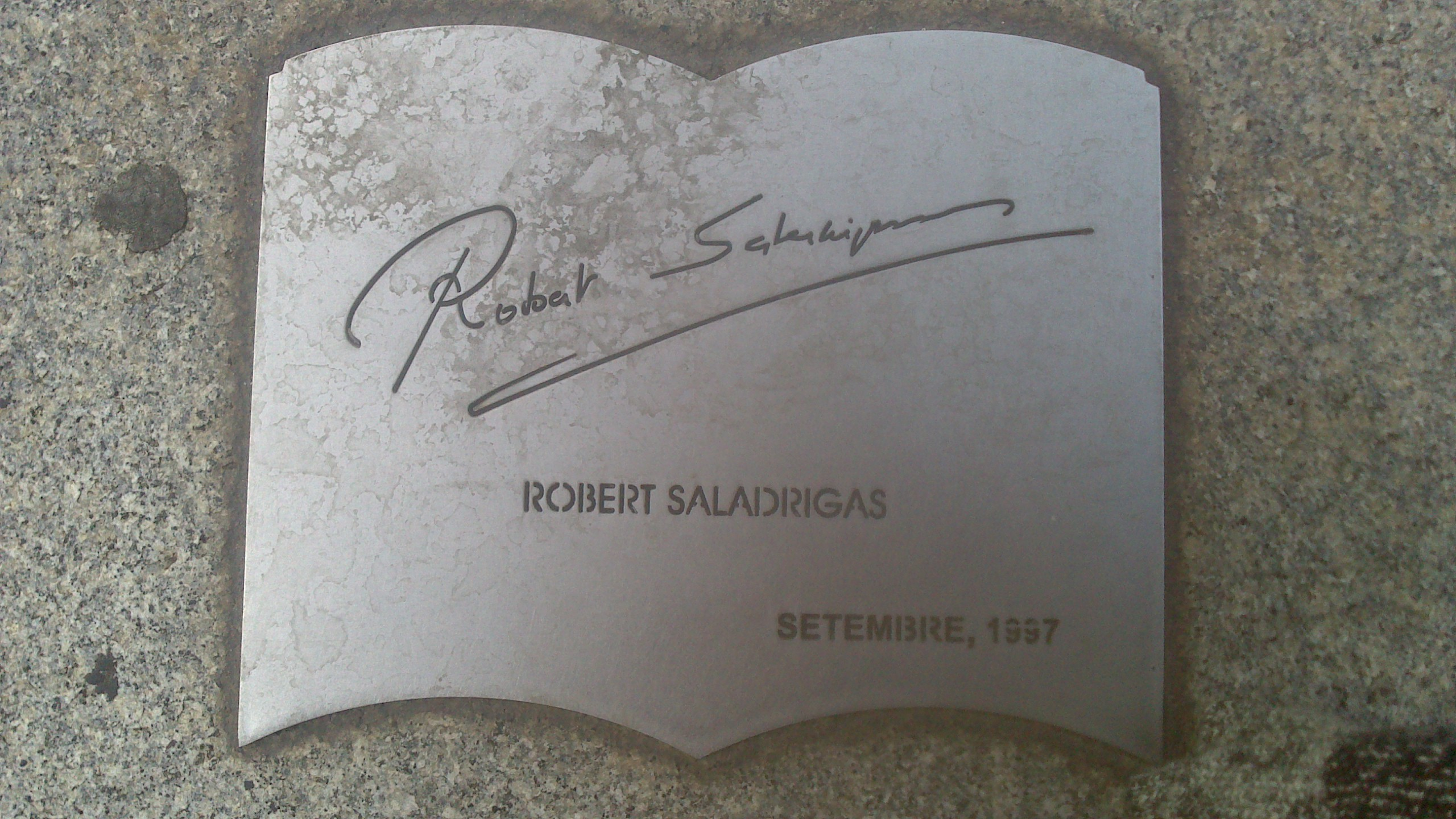
Placa con la firma de Robert Saladrigas en el Monumento al libro (Barcelona)

Pronto decidió aparcar los estudios de Economía por el periodismo y la literatura, y desde entonces escribió en los diarios Solidaridad Nacional, El Correo Catalán, TeleXpres, La Vanguardia (donde entre 1981 y 1994 dirigió el suplemento Libros) y colaboró en ABC y las revistas Siglo 20, Tele/Estel, Cavall Fort, Mundo y Destino. 
En 1974 fundó Edicions Galba, que dirigió hasta 1978. Desde ese año hasta 1984 dirigió en el Circuito Catalán de TVE los programas culturales Signes y Veus i Formes, además de la novela en cinco episodios (de lunes a viernes) Cambres Barrades, y la serie compuesta por trece relatos cortos emitidos con el título de Històries de Cara i Creu. Dirigió programas culturales y colaboó en otros de Ràdio 4, Radio Peninsular, COM Ràdio y Catalunya Ràdio.
Su obra literaria ha sido traducida del catalán al español, al portugués y al rumano.
Estaba casado con Montse Gilabert. Falleció a consecuencia de un cáncer, diagnosticado hacía años.

## Obras
- Narrativa en catalán
  - 1966 El cau
  - 1967 Entre juliol i setembre
  - 1970 Boires
  - 1970 L'Àlex, el 8 i el 10 (traducción española: Alex, el ocho y el diez)
  - 1970 52 hores a través de la pell (traducción española: 52 horas a traves de la piel)
  - 1971-1978 El viatge prodigiós d'en Ferran Pinyol (traducción española: El viaje prodigioso de Ferrán Piñol)
  - 1977 Històries a mig camí (traducción española: Historias a mitad de camino)
  - 1977 Aquell gust agre de l'estel (traducción española: El vuelo de la cometa)
  - 1979 Néixer de nou, cada dia
  - 1980 Pel camí ral del nord (traducción española: Por el camino real del Norte)
  - 1981 Sota la volta del temps
  - 1983 Imatges del meu mirall
  - 1983 Sóc Emma (traducción española: Soy Emma)
  - 1984 Visions de cada hora
  - 1986 Memorial de Claudi M. Broch (traducción española: Memorial de Claudi M. Broch)
  - 1990 Claris
  - 1991 Tauromàquia: sol i lluna
  - 1992 El sol de la tarda (traducción española: El sol de la tarde)
  - 1994 Un temps del diable
  - 1995 Amic Lu (traducción española: Amiga Lu)
  - 1996 La mar no està mai sola (traducción española: La mar nunca está sola)
  - 1999 Còmplices de ciutat (traducción española: Cómplices de ciudad)
  - 2004 La llibreta groga
  - 2005 Biografia
  - 2008 L'altre
  - 2012 L'estiu de la pluja
- Ensayo / Periodismo en catalán
  - 1973 L'Escola del Mar i la renovació pedagògica a Catalunya. Converses amb Pere Vergés
  - 1974 Literatura i societat a la Catalunya d'avui
  - 2014 Paraules d'escriptors. Monòlegs amb creadors catalans dels setanta
- En español
  - 1965 Notas de un viaje
  - 1967 Arañas
  - 1972 Las confesiones no católicas de España
  - 2012 Voces del "boom". Monólogos
  - 2013 De un lector que cuenta. Impresiones sobre la narrativa extranjera contemporánea. De Thomas Mann a Jonathan Franzen
  - 2014 Rostros escritos. Monólogos con creadores españoles de los setenta
  - 2017 En tierra de ficción. Recorrido por la narrativa contemporánea. De Edgar Allan Poe a Evan Dara.

## Premios
- 1966 Premio Joaquim Ruyra de narrativa juvenil por Entre juliol i setembre
- 1969 Premio Víctor Català por Boires
- 1986 Premio de la Crítica de narrativa catalana por Memorial de Claudi M. Broch
- 1991 Premio Sant Jordi de novela por El sol de la tarda
- 1992 Premio Joan Crexells de narrativa por El sol de la tarda
- 1996 Premio Carlemany de novela por La mar no està mai sola
- 2004 Premio Josep Pla por La llibreta groga